# ويليام هنري فلمنج
ويليام هنري فلمنج (بالإنجليزية: William Henry Fleming)‏ هو محامي وسياسي أمريكي، ولد في 18 أكتوبر 1856 في الولايات المتحدة، وتوفي في 9 يونيو 1944 في نفس البلد. حزبياً، نشط في الحزب الديمقراطي. وقد انتخب عضو مجلس نواب جورجيا وانتخب عضو مجلس النواب الأمريكي.